# Baso Liben (woreda)
Pour l’article homonyme, voir Baso Liben.
Baso Liben est l’un des 105 woredas de la région Amhara, en Éthiopie.